# Felix Scherl (soudce)
Felix Scherl (31. května 1853 Chřešťovice – 18. října 1922 Písek) byl rakouský a československý právník a soudce z Čech, po vzniku Československa prezident Vrchního zemského soudu v Praze.

## Biografie
Narodil se v Chřešťovicích u Písku, kde vystudoval gymnázium. Pak absolvoval práva v Praze a nastoupil do soudnictví. Po jistou dobu působil na venkově, později se stal soudcem zemského soudu a vrchního zemského soudu v Praze. Po vzniku Československa byl nejprve provizorně pověřen vedením soudu místo dosavadního (prorakouského) prezidenta Wesselého. Od roku 1919 byl řádným prezidentem (předsedou) Vrchního zemského soudu v Praze. V květnu 1921 odešel do penze. Nahradil ho Jiří Haussmann.
Zemřel v říjnu 1922. V nekrologu ho Národní listy řadí mezi ryzí vlastence.